# Claudiu Grozea
Claudiu Grozea (14 oktober 1982) is een Roemeens schaatser.
Tijdens het EK Allround 2006 in Hamar werd Grozea 27e.

## Persoonlijke records
| Afstand      | Tijd     | Datum            | Baan           |
| ------------ | -------- | ---------------- | -------------- |
| 500 meter    | 39,03    | 20 november 2005 | Salt Lake City |
| 1000 meter   | 1.13,79  | 20 november 2005 | Salt Lake City |
| 1500 meter   | 1.51,29  | 4 december 2009  | Calgary        |
| 3000 meter   | 3.54,12  | 20 oktober 2006  | Calgary        |
| 5000 meter   | 6.35,27  | 19 november 2005 | Salt Lake City |
| 10.000 meter | 14.12,21 | 17 februari 2007 | Erfurt         |

## Resultaten
| jaar | EK Allround | Olympische Spelen | WK Junioren |
| ---- | ----------- | ----------------- | ----------- |
| 2002 |             |                   | NC43        |
| 2004 | NC24        |                   |             |
| 2005 | NC28        |                   |             |
| 2006 | NC27        | 26e 5000m         |             |
| 2007 | NC28        |                   |             |

NC# = niet gekwalificeerd voor de laatste afstand, maar wel als # geklasseerd in de eindrangschikking

### Medaillespiegel
| kampioenschap     | goud | zilver | brons |
| ----------------- | ---- | ------ | ----- |
| EK Allround       | 0    | 0      | 0     |
| Olympische Spelen | 0    | 0      | 0     |
| WK Junioren       | 0    | 0      | 0     |